# Campionato mondiale di motocross 2006
Il campionato mondiale di motocross FIM di motocross 2006 si è disputato tra il 2 aprile e il 17 settembre. Ha visto un dominio pressoché totale nella MX1 del pluricampione del mondo Stefan Everts, mentre le altre 2 categorie, MX2 e MX3 sono state molto combattute fino all'ultima gara.
I campionati MX1 e MX2 si sono articolati su 15 Gran Premi mentre il campionato MX3 su 14.
Il Motocross delle Nazioni, spesso abbreviato MXDN, evento annuale che vede la partecipazione dei migliori piloti del mondo divisi in squadre secondo la nazionalità, inclusi i piloti statunitensi che gareggiano nei campionati AMA, si è svolto in Gran Bretagna a Matterley Basin

## MX1
La MX1 2006 è stata dominata a detta di tutti in maniera totale dal trentacinquenne belga Stefan Everts che tra l'altro ha ottenuto all'interno della stagione la sua 101ª vittoria di Gran premio, confermandosi in maniera assoluto il pilota che ha vinto più di tutti nel motocross (in tutto 10 mondiali).
L'ultimo Gran Premio della stagione, svolto ad Ernée, in Francia, ha visto l'addio al motocross del riconfermato campione del mondo, omaggiato da tifosi, colleghi e dagli sponsor tecnici, che per l'occasione hanno creato delle "edizioni speciali" per lui e per la sua moto, ad esempio sulla sua YZ-F 450 erano montate delle Pirelli bianche, oltretutto il suo abbigliamento consisteva in una tuta totalmente bianca e color oro, oltre al suo nome e ai colori della bandiera belga.
Per l'occasione il belga si è inoltre concesso l'ennesimo "bis" di vittorie di manche della sua carriera, il 13° della stagione.
L'unica nota negativa del mondiale è stato l'addio prima vociferato e poi confermato durante le battute finali del mondiale di
Everts dalla Yamaha per entrare a far parte, in qualità di direttore, del team KTM a partire dal 2007.
Inoltre si sono levate alcune voci riguardanti il livello relativamente basso della MX1, notando che tutti i piloti MX1, Everts compreso, venivano battuti di circa 4 secondi dai piloti americani sui "tempi sul giro".

### Calendario
| Prova | Data         | Gran Premio                       | Località        | Vincitore gara 1   | Vincitore gara 2 | Vincitore GP   |
| ----- | ------------ | --------------------------------- | --------------- | ------------------ | ---------------- | -------------- |
| 1     | 2 aprile     | Gran Premio delle Fiandre         | Zolder          | Sébastien Tortelli | Stefan Everts    | Stefan Everts  |
| 2     | 16 aprile    | Gran Premio di Spagna             | Bellpuig        | Kevin Strijbos     | Stefan Everts    | Stefan Everts  |
| 3     | 23 aprile    | Gran Premio del Portogallo        | Águeda          | Stefan Everts      | Stefan Everts    | Stefan Everts  |
| 4     | 7 maggio     | Gran Premio di Germania           | Teutschenthal   | Stefan Everts      | Stefan Everts    | Stefan Everts  |
| 5     | 21 maggio    | Gran Premio del Giappone          | Sugo            | Stefan Everts      | Stefan Everts    | Stefan Everts  |
| 6     | 4 giugno     | Gran Premio di Bulgaria           | Sevlievo        | Stefan Everts      | Stefan Everts    | Stefan Everts  |
| 7     | 11 giugno    | Gran Premio d'Italia              | Montevarchi     | Stefan Everts      | Stefan Everts    | Stefan Everts  |
| 8     | 18 giugno    | Gran Premio del Regno Unito       | Matterley Basin | Stefan Everts      | Stefan Everts    | Stefan Everts  |
| 9     | 2 luglio     | Gran Premio di Svezia             | Uddevalla       | Stefan Everts      | Stefan Everts    | Stefan Everts  |
| 10    | 16 luglio    | Gran Premio del Sudafrica         | Sun City        | Stefan Everts      | Stefan Everts    | Stefan Everts  |
| 11    | 30 luglio    | Gran Premio della Repubblica Ceca | Loket           | Stefan Everts      | Stefan Everts    | Stefan Everts  |
| 12    | 6 agosto     | Gran Premio del Belgio            | Namur           | Stefan Everts      | Stefan Everts    | Stefan Everts  |
| 13    | 27 agosto    | Gran Premio dell'Irlanda del Nord | Desert Martin   | Stefan Everts      | Joshua Coppins   | Joshua Coppins |
| 14    | 3 settembre  | Gran Premio dei Paesi Bassi       | Lierop          | Stefan Everts      | Stefan Everts    | Stefan Everts  |
| 15    | 17 settembre | Gran Premio di Francia            | Ernée           | Stefan Everts      | Stefan Everts    | Stefan Everts  |

### Piloti iscritti
|     | Pilota                     | Costruttore | Moto      |
| --- | -------------------------- | ----------- | --------- |
| 2   | Joshua Coppins             | Yamaha      | YZ-F 450  |
| 4   | Cedric Melotte             | Yamaha      | YZ-F 450  |
| 6   | Pascal Leuret              | Honda       | CR-F 450R |
| 7   | Jonathan Barragan          | KTM         | SX-F 450  |
| 8   | Brian Jorgensen            | Honda       | CR-F 450R |
| 9   | Ken De Dycker              | Honda       | CR-F 450R |
| 10  | James Noble                | Honda       | CR-F 450R |
| 11  | Steve Ramon                | Suzuki      | RM-Z 450  |
| 12  | Tanel Leok                 | Kawasaki    | KX-F 450  |
| 13  | Gordon Crockard            | Honda       | CR-F 450R |
| 14  | Danny Theybers             | Suzuki      | RM-Z 450  |
| 15  | Antti Pyrhonen             | TM Racing   | MX-F 450  |
| 16  | Wyatt Avis                 | KTM         | SX-F 450  |
| 17  | Aigars Bobkovs             | Honda       | CR-F 450R |
| 18  | Alex Salvini               | Suzuki      | RM-Z 450  |
| 19  | Alvaro Lozano              | KTM         | SX-F 450  |
| 20  | Roman Jelen                | Suzuki      | RM-Z 450  |
| 21  | Josef Dobes                | Suzuki      | RM-Z 450  |
| 22  | Mark Hucklebridge          | Kawasaki    | KX-F 450  |
| 23  | Marko Kovalainen           | Honda       | CR-F 450R |
| 24  | Kevin Strijbos             | Suzuki      | RM-Z 450  |
| 25  | Julien Bill                | Yamaha      | YZ-F 450  |
| 26  | Lauris Freibergs           | Suzuki      | RM-Z 450  |
| 27  | Javier Garcia Vico         | Honda       | CR-F 450R |
| 30  | Marcus Norlen              | Suzuki      | RM-Z 450  |
| 31  | Cyrille Coulon             | Suzuki      | RM-Z 450  |
| 32  | Julien Vanni               | KTM         | SX-F 450  |
| 34  | Nemeth Kornel              | Suzuki      | RM-Z 450  |
| 35  | Clement Desalle            | Suzuki      | RM-Z 450  |
| 36  | Manuel Priem               | Yamaha      | YZ-F 450  |
| 37  | Kristof Salaets            | Yamaha      | YZ-F 450  |
| 38  | Tom De Belder              | Suzuki      | RM-Z 450  |
| 41  | Claudio Federici           | Kawasaki    | KX-F 450  |
| 42  | Scott Columb               | Suzuki      | RM-Z 450  |
| 43  | Aaron Bernardez            | Honda       | CR-F 450R |
| 47  | Mark Jones                 | Honda       | CR-F 450R |
| 49  | Collin Dugmore             | Kawasaki    | KX-F 450  |
| 53  | Jaka Moze                  | Suzuki      | RM-Z 450  |
| 55  | Thomas Allier              | Kawasaki    | KX-F 450  |
| 62  | Neville Bradshaw           | Suzuki      | RM-Z 450  |
| 70  | Jonny Lindhe               | KTM         | SX-F 450  |
| 72  | Stefan Everts              | Yamaha      | YZ-F 450  |
| 74  | Stephen Sword              | Kawasaki    | KX-F 450  |
| 75  | Marvin Van Daele           | Honda       | CR-F 450R |
| 77  | Erik Eggens                | Kawasaki    | KX-F 450  |
| 78  | Bas Verhoeven              | Kawasaki    | KX-F 450  |
| 81  | Dimitris Keramidas         | Honda       | CR-F 450R |
| 83  | Richard van der Westhuizen | Honda       | CR-F 450R |
| 86  | Liam O'Farrel              | Yamaha      | YZ-F 450  |
| 87  | Karl Stegen                | Suzuki      | RM-Z 450  |
| 88  | Akira Narita               | Yamaha      | YZ-F 450  |
| 90  | Takeshi Koikeda            | Yamaha      | YZ-F 450  |
| 91  | Kasumasa Matsuda           | Suzuki      | RM-Z 450  |
| 93  | Shinobu Idehara            | Yamaha      | YZ-F 450  |
| 96  | Kohji Ohkawara             | Yamaha      | YZ-F 450  |
| 98  | Shinichi Kaga              | Suzuki      | RM-Z 450  |
| 99  | Masaki Hiratsuka           | Kawasaki    | KX-F 450  |
| 103 | Sébastien Tortelli         | Kawasaki    | KX-F 450  |
| 104 | Anthony Nielsen            | Yamaha      | YZ-F 450  |
| 105 | Kyle Bowen                 | KTM         | SX-F 450  |
| 106 | Carl van Niekerk           | TM Racing   | MX-F 450  |
| 117 | Rodrig Thain               | Kawasaki    | KX-F 450  |
| 118 | Marc Ristori               | Honda       | CR-F 450R |
| 121 | Anne Advokaat              | Honda       | CR-F 450R |
| 122 | Mike Kras                  | Suzuki      | RM-Z 450  |
| 150 | Cristian Beggi             | Honda       | CR-F 450R |
| 182 | Wayne Smith                | Honda       | CR-F 450R |

### Classifica finale piloti
| Pos | Pilota             | Moto      | FLA 1 | FLA 2 | ESP 1 | ESP 2 | POR 1 | POR 2 | GER 1 | GER 2 | JPN 1 | JPN 2 | BUL 1 | BUL 2 | ITA 1 | ITA 2 | GBR 1 | GBR 2 | SWE 1 | SWE 2 | RSA 1 | RSA 2 | CZE 1 | CZE 2 | BEL 1 | BEL 2 | NIR 1 | NIR 2 | NED 1 | NED 2 | FRA 1 | FRA 2 | Punti |
| --- | ------------------ | --------- | ----- | ----- | ----- | ----- | ----- | ----- | ----- | ----- | ----- | ----- | ----- | ----- | ----- | ----- | ----- | ----- | ----- | ----- | ----- | ----- | ----- | ----- | ----- | ----- | ----- | ----- | ----- | ----- | ----- | ----- | ----- |
| 1   | Stefan Everts      | Yamaha    | 2     | 1     | 3     | 1     | 1     | 1     | 1     | 1     | 1     | 1     | 1     | 1     | 1     | 1     | 1     | 1     | 1     | 1     | 1     | 1     | 1     | 1     | 1     | 1     | 1     | 2     | 1     | 1     | 1     | 1     | 739   |
| 2   | Kevin Strijbos     | Suzuki    | 8     | 3     | 1     | 19    | 4     | 3     | 2     | 4     | 12    | 4     | 2     | 2     | 2     | 2     | 4     | 2     | 6     | 3     | 9     | 5     | 6     | 2     | 8     | 4     | 4     | 5     | 6     | 4     | 3     | 4     | 529   |
| 3   | Steve Ramon        | Suzuki    | 4     | 5     | 6     | 3     | 7     |       | 9     | 5     | 4     | 2     | 3     | 3     | 4     | 4     | 14    | 3     | 4     | 2     | 3     | 3     | 4     | 5     | 3     | 3     | 11    |       | 3     | 5     | 7     | 6     | 483   |
| 4   | Ken De Dycker      | Honda     | 5     | 7     | 5     | 6     | 3     | 5     | 5     | 3     | 2     | 8     | 7     | 6     | 3     | 7     | 2     | 7     | 8     | 9     | 5     | 7     | 5     | 6     | 5     | 19    | 3     | 4     | 5     | 12    | 5     | 8     | 463   |
| 5   | Tanel Leok         | Kawasaki  | 3     | 4     | 2     | 2     | 6     | 4     | 6     | 2     | 3     | 12    | 9     | 4     | 7     | 3     | 6     | 4     | 5     |       | 4     | 4     | 8     | 9     |       | 11    | 12    | 8     | 4     |       | 4     | 3     | 443   |
| 6   | J. Barragan        | KTM       | 6     | 9     | 4     | 7     | 5     | 2     | 3     |       | 8     | 3     |       |       | 5     |       | 12    | 6     | 2     |       | 13    | 6     | 3     | 4     |       |       | 8     | 3     | 9     | 3     | 2     | 5     | 376   |
| 7   | J. Coppins         | Yamaha    |       |       |       |       |       |       |       |       |       |       |       |       |       |       | 3     | 5     | 3     | 5     | 2     | 2     | 2     | 3     | 2     | 2     | 2     | 1     | 2     | 2     | 6     | 2     | 330   |
| 8   | Manuel Priem       | Yamaha    |       | 12    | 13    | 8     | 13    | 6     | 13    | 10    | 9     | 6     | 14    |       | 19    | 9     | 15    | 11    |       | 11    | 8     | 12    | 11    | 10    | 13    | 8     | 7     | 6     | 8     | 6     | 17    | 14    | 278   |
| 9   | Pascal Leuret      | Honda     | 7     | 10    | 11    | 9     | 15    | 8     | 8     | 7     |       |       | 5     | 7     | 10    | 8     | 9     |       |       |       | 7     | 8     | 9     | 17    | 7     | 7     | 16    | 14    |       | 16    | 10    | 12    | 267   |
| 10  | James Noble        | Honda     | 17    | 11    | 9     | 18    | 8     |       |       | 14    | 7     | 7     |       | 19    |       | 11    | 11    | 12    | 10    | 8     |       | 15    | 7     | 12    | 11    | 6     |       | 9     | 19    | 19    | 9     | 9     | 226   |
| 11  | C. Melotte         | Yamaha    | 9     | 8     | 10    | 4     | 9     |       | 4     |       | 6     | 15    |       |       | 8     |       | 5     | 8     | 11    |       | 6     |       | 16    | 8     | 4     | 5     |       |       |       |       |       |       | 224   |
| 12  | F.Garcia Vico      | Honda     | 11    |       | 16    | 11    | 11    | 11    |       | 9     | 18    |       | 10    | 8     | 6     | 5     | 8     | 10    | 9     | 7     | 14    |       |       |       | 9     | 9     |       |       |       |       | 16    |       | 201   |
| 13  | G.Crockard         | Honda     |       |       |       |       | 12    | 13    |       |       |       |       | 11    | 17    | 13    | 20    | 16    |       | 7     | 4     | 15    | 11    | 20    | 7     | 6     | 16    | 5     |       |       |       | 12    | 10    | 173   |
| 14  | Antti Pyrhonen     | TM Racing | 13    | 15    | 12    | 16    | 18    | 10    | 14    | 15    | 15    | 13    | 16    | 13    |       | 12    | 18    |       | 16    | 14    | 11    | 9     |       |       | 17    | 15    | 9     | 10    |       |       | 18    | 17    | 168   |
| 15  | Julien Bill        | Yamaha    |       |       | 8     | 12    | 17    | 7     | 7     | 8     | 11    |       | 8     |       | 9     | 16    | 10    | 13    | 13    | 10    | 10    | 10    |       |       |       |       |       |       |       |       |       |       | 167   |
| 16  | Marvin Van Daele   | Honda     | 16    | 14    | 19    | 13    | 16    | 17    | 10    | 13    | 10    | 5     | 13    | 9     |       | 10    |       | 9     | 14    |       |       |       |       |       |       |       |       | 19    | 12    | 13    | 20    | 13    | 155   |
| 17  | Brian Jorgensen    | Honda     |       | 13    |       | 10    | 14    | 20    | 11    | 6     | 5     |       | 4     | 5     | 18    | 6     |       |       | 12    | 19    |       |       |       |       |       |       |       |       |       |       | 8     |       | 144   |
| 18  | Wyatt Avis         | KTM       | 14    |       |       |       |       | 9     |       | 19    |       |       | 6     | 14    |       | 18    |       |       |       |       | 12    | 13    | 10    | 11    | 10    | 10    |       |       |       | 7     |       |       | 120   |
| 19  | Nemeth Kornel      | Suzuki    |       |       |       |       |       |       |       |       |       |       |       |       |       |       |       |       | 17    | 6     |       |       | 14    | 13    |       |       | 6     | 7     | 14    | 9     | 11    | 7     | 106   |
| 20  | Danny Theybers     | Suzuki    | 15    |       | 14    | 15    |       | 14    | 17    | 12    | 13    | 10    | 19    |       | 16    | 13    | 16    |       | 15    |       |       |       |       |       | 12    | 12    |       |       |       |       |       |       | 102   |
| 21  | Sébastien Tortelli | Kawasaki  | 1     | 2     | 7     | 5     | 2     |       |       |       |       |       |       |       |       |       |       |       |       |       |       |       |       |       |       |       |       |       |       |       |       |       | 99    |
| 22  | Lauris Freibergs   | Suzuki    |       | 18    |       |       | 20    | 12    |       |       |       |       | 20    | 16    | 12    | 14    | 17    |       |       | 12    |       |       | 15    | 20    |       | 18    |       | 12    | 15    | 8     |       | 19    | 88    |
| 23  | Alex Salvini       | Suzuki    |       |       | 17    |       |       | 15    | 15    |       |       |       | 17    | 10    | 11    | 15    |       | 18    |       | 16    |       |       | 13    | 14    | 18    |       |       |       | 13    |       | 19    |       | 83    |
| 24  | Bas Verhoeven      | Kawasaki  | 12    | 16    |       |       |       |       |       |       |       |       | 18    | 15    |       |       |       | 20    |       |       |       |       | 18    |       |       | 14    |       | 17    | 7     | 10    |       | 11    | 73    |
| 25  | Clement Desalle    | Suzuki    |       |       |       |       |       |       | 20    |       |       |       | 12    | 12    | 15    |       |       |       | 19    | 18    |       |       | 12    |       | 14    | 20    |       |       | 16    | 15    | 14    | 16    | 70    |
| 26  | Jonny Lindhe       | KTM       |       |       | 15    |       |       | 16    | 19    | 20    | 16    | 17    |       |       |       |       |       | 17    | 18    |       |       |       |       |       |       |       | 18    | 11    | 18    | 20    |       |       | 47    |
| 27  | Mark Jones         | Honda     |       |       |       |       |       |       |       |       |       |       |       |       |       |       | 13    | 16    |       |       |       |       |       |       |       |       | 15    |       |       | 11    | 13    | 15    | 43    |
| 28  | Stephen Sword      | Kawasaki  | 10    | 16    |       |       | 10    | 18    |       |       |       |       |       |       |       |       |       |       |       |       |       |       |       |       |       |       |       |       |       |       |       |       | 40    |
| 29  | Claudio Federici   | Kawasaki  | 19    |       |       |       | 19    |       | 16    |       |       |       | 15    | 11    |       |       | 19    | 14    |       |       |       |       |       |       |       |       |       |       |       |       |       |       | 34    |
| 30  | Aigars Bobkovs     | Honda     |       |       |       | 14    |       |       | 12    | 16    |       |       |       | 18    |       |       |       | 19    |       | 20    |       |       |       | 18    |       |       |       |       | 20    |       |       |       | 31    |
| 31  | Marcus Norlen      | Suzuki    |       | 20    |       |       |       |       |       |       |       |       |       | 20    |       |       |       |       |       |       |       |       |       |       |       |       | 19    | 13    | 10    | 14    |       |       | 30    |
| 32  | Kristof Salaets    | Yamaha    |       |       |       |       |       | 19    |       |       |       |       |       |       | 20    |       |       |       |       |       |       |       |       |       |       |       | 13    | 16    | 11    | 18    |       |       | 29    |
| 33  | Marko Kovalainen   | Honda     |       |       |       |       |       |       | 18    |       |       |       |       |       |       |       |       |       | 20    | 13    |       |       | 17    | 15    | 16    |       |       |       |       |       |       |       | 27    |
| 34  | Neville Bradshaw   | Suzuki    |       |       |       |       |       |       |       |       |       |       |       |       |       |       | 20    | 15    |       | 15    |       |       |       |       |       |       | 17    | 15    |       |       |       |       | 23    |
| 35  | Collin Dugmore     | Kawasaki  |       |       |       |       |       |       |       | 11    |       |       |       |       |       |       |       |       |       |       | 16    | 14    |       |       |       |       |       |       |       |       |       |       | 22    |
| 36  | Akira Narita       | Yamaha    |       |       |       |       |       |       |       |       | 14    | 9     |       |       |       |       |       |       |       |       |       |       |       |       |       |       |       |       |       |       |       |       | 19    |
| 37  | Cristian Beggi     | Honda     |       |       |       |       |       |       |       |       |       |       |       |       |       |       |       |       |       |       |       |       |       |       |       | 13    | 10    |       |       |       |       |       | 19    |
| 38  | Roman Jelen        | Suzuki    |       |       |       |       |       |       |       | 17    |       |       |       |       | 14    | 17    |       |       |       |       |       |       |       |       |       |       |       |       |       |       |       |       | 15    |
| 39  | Mark Hucklebridge  | Kawasaki  | 18    | 19    | 18    | 17    |       |       |       | 18    |       |       |       |       |       |       |       |       |       |       |       |       |       |       |       |       |       |       |       |       |       |       | 15    |
| 40  | Shinichi Kaga      | Suzuki    |       |       |       |       |       |       |       |       | 19    | 11    |       |       |       |       |       |       |       |       |       |       |       |       |       |       |       |       |       |       |       |       | 12    |
| 41  | K. Matsuda         | Suzuki    |       |       |       |       |       |       |       |       | 17    | 14    |       |       |       |       |       |       |       |       |       |       |       |       |       |       |       |       |       |       |       |       | 11    |
| 42  | Cyrille Coulon     | Suzuki    |       |       |       |       |       |       |       |       |       |       |       |       |       |       |       |       |       |       |       |       |       | 19    | 15    |       |       |       |       |       |       | 18    | 11    |
| 43  | Wayne Smith        | Honda     |       |       |       |       |       |       |       |       |       |       |       |       |       |       |       |       |       |       |       |       |       |       |       |       | 14    | 18    |       |       |       |       | 10    |
| 44  | Liam O'Farrel      | Yamaha    |       |       |       |       |       |       |       |       |       |       |       |       |       |       |       |       |       |       | 18    | 16    |       |       |       |       |       |       |       |       |       |       | 8     |
| 45  | Aaron Bernardez    | Honda     |       |       |       |       |       |       |       |       |       |       |       |       |       |       |       |       |       |       |       |       | 19    | 16    |       |       |       |       |       |       |       |       | 7     |
| 46  | Karl Stegen        | Suzuki    |       |       |       |       |       |       |       |       |       |       |       |       |       |       |       |       |       |       | 17    | 18    |       |       |       |       |       |       |       |       |       |       | 7     |
| 47  | Julien Vanni       | KTM       |       |       |       |       |       |       |       |       |       |       |       |       |       |       |       |       |       |       |       |       |       |       |       |       |       |       |       |       | 15    |       | 6     |
| 48  | Josef Dobes        | Suzuki    |       | 17    |       |       |       |       |       |       |       |       |       |       |       | 19    |       |       |       |       |       |       |       |       |       |       |       |       |       |       |       |       | 6     |
| 49  | Shinobu Idehara    | Yamaha    |       |       |       |       |       |       |       |       |       | 16    |       |       |       |       |       |       |       |       |       |       |       |       |       |       |       |       |       |       |       |       | 5     |
| 50  | Scott Columb       | Suzuki    |       |       |       |       |       |       |       |       |       |       |       |       |       |       |       |       |       |       |       |       |       |       |       | 17    | 20    |       |       |       |       |       | 5     |
| 51  | Jaka Moze          | Suzuki    |       |       |       |       |       |       |       |       |       |       |       |       | 17    |       |       |       |       |       |       |       |       |       | 20    |       |       |       |       |       |       |       | 5     |
| 52  | Mike Kras          | Suzuki    |       |       |       |       |       |       |       |       |       |       |       |       |       |       |       |       |       |       |       |       |       |       |       |       |       |       |       | 17    |       |       | 4     |
| 53  | Anne Advokaat      | Honda     |       |       |       |       |       |       |       |       |       |       |       |       |       |       |       |       |       |       |       |       |       |       |       |       |       |       | 17    |       |       |       | 4     |
| 54  | Thomas Allier      | Kawasaki  |       |       |       |       |       |       |       |       |       |       |       |       |       |       |       |       |       | 17    |       |       |       |       |       |       |       |       |       |       |       |       | 4     |
| 55  | R. v d Westhuizen  | Honda     |       |       |       |       |       |       |       |       |       |       |       |       |       |       |       |       |       |       |       | 17    |       |       |       |       |       |       |       |       |       |       | 4     |
| 56  | Kohji Ohkawara     | Yamaha    |       |       |       |       |       |       |       |       |       | 18    |       |       |       |       |       |       |       |       |       |       |       |       |       |       |       |       |       |       |       |       | 3     |
| 57  | Takeshi Koikeda    | Yamaha    |       |       |       |       |       |       |       |       | 20    | 19    |       |       |       |       |       |       |       |       |       |       |       |       |       |       |       |       |       |       |       |       | 3     |
| 58  | Marc Ristori       | Honda     |       |       |       |       |       |       |       |       |       |       |       |       |       |       |       |       |       |       |       |       |       |       | 19    |       |       |       |       |       |       |       | 2     |
| 59  | Kyle Bowen         | KTM       |       |       |       |       |       |       |       |       |       |       |       |       |       |       |       |       |       |       |       | 19    |       |       |       |       |       |       |       |       |       |       | 2     |
| 60  | Dimitris Keramidas | Honda     |       |       |       |       |       |       |       |       |       |       |       |       |       |       |       |       |       |       | 19    |       |       |       |       |       |       |       |       |       |       |       | 2     |
| 61  | Alvaro Lozano      | KTM       |       |       | 20    | 20    |       |       |       |       |       |       |       |       |       |       |       |       |       |       |       |       |       |       |       |       |       |       |       |       |       |       | 2     |
| 62  | Rodrig Thain       | Kawasaki  |       |       |       |       |       |       |       |       |       |       |       |       |       |       |       |       |       |       |       |       |       |       |       |       |       |       |       |       |       | 20    | 1     |
| 63  | Tom De Belder      | Suzuki    |       |       |       |       |       |       |       |       |       |       |       |       |       |       |       |       |       |       |       |       |       |       |       |       |       | 20    |       |       |       |       | 1     |
| 64  | Anthony Nielsen    | Yamaha    |       |       |       |       |       |       |       |       |       |       |       |       |       |       |       |       |       |       |       | 20    |       |       |       |       |       |       |       |       |       |       | 1     |
| 65  | Carl van Niekerk   | TM Racing |       |       |       |       |       |       |       |       |       |       |       |       |       |       |       |       |       |       | 20    |       |       |       |       |       |       |       |       |       |       |       | 1     |
| 66  | Masaki Hiratsuka   | Kawasaki  |       |       |       |       |       |       |       |       |       | 20    |       |       |       |       |       |       |       |       |       |       |       |       |       |       |       |       |       |       |       |       | 1     |
| 67  | Erik Eggens        | Kawasaki  | 20    |       |       |       |       |       |       |       |       |       |       |       |       |       |       |       |       |       |       |       |       |       |       |       |       |       |       |       |       |       | 1     |
| Pos | Pilota             | Moto      | FLA 1 | FLA 2 | ESP 1 | ESP 2 | POR 1 | POR 2 | GER 1 | GER 2 | JPN 1 | JPN 2 | BUL 1 | BUL 2 | ITA 1 | ITA 2 | GBR 1 | GBR 2 | SWE 1 | SWE 2 | RSA 1 | RSA 2 | CZE 1 | CZE 2 | BEL 1 | BEL 2 | NIR 1 | NIR 2 | NED 1 | NED 2 | FRA 1 | FRA 2 | Punti |

### Classifica finale costruttori
| Pos | Casa      | Paese    | FLA 1 | FLA 2 | ESP 1 | ESP 2 | POR 1 | POR 2 | GER 1 | GER 2 | JPN 1 | JPN 2 | BUL 1 | BUL 2 | ITA 1 | ITA 2 | GBR 1 | GBR 2 | SWE 1 | SWE 2 | RSA 1 | RSA 2 | CZE 1 | CZE 2 | BEL 1 | BEL 2 | NIR 1 | NIR 2 | NED 1 | NED 2 | FRA 1 | FRA 2 | Punti |
| --- | --------- | -------- | ----- | ----- | ----- | ----- | ----- | ----- | ----- | ----- | ----- | ----- | ----- | ----- | ----- | ----- | ----- | ----- | ----- | ----- | ----- | ----- | ----- | ----- | ----- | ----- | ----- | ----- | ----- | ----- | ----- | ----- | ----- |
| 1   | Yamaha    | Giappone | 2     | 1     | 3     | 1     | 1     | 1     | 1     | 1     | 1     | 1     | 1     | 1     | 1     | 1     | 1     | 1     | 1     | 1     | 1     | 1     | 1     | 1     | 1     | 1     | 1     | 2     | 1     | 1     | 1     | 1     | 739   |
| 2   | Suzuki    | Giappone | 4     | 3     | 1     | 3     | 4     | 3     | 2     | 4     | 4     | 2     | 2     | 2     | 2     | 2     | 4     | 2     | 4     | 3     | 3     | 3     | 4     | 2     | 3     | 3     | 4     | 5     | 3     | 4     | 3     | 4     | 599   |
| 3   | Honda     | Giappone | 5     | 7     | 5     | 6     | 3     | 5     | 5     | 3     | 2     | 8     | 5     | 6     | 3     | 5     | 2     | 7     | 7     | 8     | 5     | 7     | 5     | 6     | 5     | 6     | 3     | 4     | 5     | 12    | 5     | 8     | 576   |
| 4   | Kawasaki  | Giappone |       |       |       |       |       |       |       |       |       |       |       |       |       |       |       |       |       |       |       |       |       |       |       |       |       |       |       |       |       |       | 458   |
| 4   | KTM       | Austria  |       |       |       |       |       |       |       |       |       |       |       |       |       |       |       |       |       |       |       |       |       |       |       |       |       |       |       |       |       |       | 454   |
| 4   | TM Racing | Italia   | 13    | 15    | 12    | 16    | 18    | 10    | 14    | 15    | 15    | 13    | 16    | 13    |       | 12    | 18    |       | 16    | 14    | 11    | 9     |       |       | 17    | 15    | 9     | 10    |       |       | 18    | 17    | 168   |
| Pos | Pilota    | Moto     | FLA 1 | FLA 2 | ESP 1 | ESP 2 | POR 1 | POR 2 | GER 1 | GER 2 | JPN 1 | JPN 2 | BUL 1 | BUL 2 | ITA 1 | ITA 2 | GBR 1 | GBR 2 | SWE 1 | SWE 2 | RSA 1 | RSA 2 | CZE 1 | CZE 2 | BEL 1 | BEL 2 | NIR 1 | NIR 2 | NED 1 | NED 2 | FRA 1 | FRA 2 | Punti |

## MX2

### Calendario
| Prova | Data         | Gran Premio                       | Località        | Vincitore gara 1   | Vincitore gara 2   | Vincitore GP       |
| ----- | ------------ | --------------------------------- | --------------- | ------------------ | ------------------ | ------------------ |
| 1     | 2 aprile     | Gran Premio delle Fiandre         | Zolder          | David Philippaerts | Tyla Rattray       | Tyla Rattray       |
| 2     | 16 aprile    | Gran Premio di Spagna             | Bellpuig        | Kenneth Gundersen  | Antonio Cairoli    | Tyla Rattray       |
| 3     | 23 aprile    | Gran Premio del Portogallo        | Águeda          | Antonio Cairoli    | Tyla Rattray       | Tyla Rattray       |
| 4     | 7 maggio     | Gran Premio di Germania           | Teutschenthal   | Christophe Pourcel | Christophe Pourcel | Christophe Pourcel |
| 5     | 21 maggio    | Gran Premio del Giappone          | Sugo            | Billy Mackenzie    | Antonio Cairoli    | Billy Mackenzie    |
| 6     | 4 giugno     | Gran Premio di Bulgaria           | Sevlievo        | Antonio Cairoli    | Marc de Reuver     | Marc de Reuver     |
| 7     | 11 giugno    | Gran Premio d'Italia              | Montevarchi     | David Philippaerts | David Philippaerts | David Philippaerts |
| 8     | 18 giugno    | Gran Premio del Regno Unito       | Matterley Basin | Antonio Cairoli    | David Philippaerts | David Philippaerts |
| 9     | 2 luglio     | Gran Premio di Svezia             | Uddevalla       | David Philippaerts | Christophe Pourcel | David Philippaerts |
| 10    | 16 luglio    | Gran Premio del Sudafrica         | Sun City        | David Philippaerts | Antonio Cairoli    | Antonio Cairoli    |
| 11    | 30 luglio    | Gran Premio della Repubblica Ceca | Loket           | Tyla Rattray       | Antonio Cairoli    | David Philippaerts |
| 12    | 6 agosto     | Gran Premio del Belgio            | Namur           | Antonio Cairoli    | Antonio Cairoli    | Antonio Cairoli    |
| 13    | 27 agosto    | Gran Premio dell'Irlanda del Nord | Desert Martin   | Tyla Rattray       | Tyla Rattray       | Tyla Rattray       |
| 14    | 3 settembre  | Gran Premio dei Paesi Bassi       | Lierop          | Antonio Cairoli    | Christophe Pourcel | Christophe Pourcel |
| 15    | 17 settembre | Gran Premio di Francia            | Ernée           | Antonio Cairoli    | Antonio Cairoli    | Antonio Cairoli    |

### Piloti iscritti
|     | Pilota             | Costruttore | Moto      |
| --- | ------------------ | ----------- | --------- |
| 1   | Antonio Cairoli    | Yamaha      | YZ-F 250  |
| 5   | Alessio Chiodi     | Yamaha      | YZ-F 250  |
| 8   | Carl Nunn          | KTM         | SX-F 250  |
| 10  | Rui Gonçalves      | KTM         | SX-F 250  |
| 12  | Kenneth Gundersen  | Yamaha      | YZ-F 250  |
| 14  | Marc De Reuver     | KTM         | SX-F 250  |
| 16  | Tyla Rattray       | KTM         | SX-F 250  |
| 17  | Aigar Leok         | Yamaha      | YZ-F 250  |
| 19  | David Philippaerts | KTM         | SX-F 250  |
| 20  | Manuel Monni       | KTM         | SX-F 250  |
| 21  | Gareth Swanepoel   | Kawasaki    | KX-F 250  |
| 23  | Matti Seistola     | Honda       | CR-F 250R |
| 90  | Sébastien Pourcel  | Kawasaki    | KX-F 250  |
| 101 | Tommy Searle       | Kawasaki    | KX-F 250  |
| 211 | Billy Mackenzie    | Yamaha      | YZ-F 250  |
| 250 | Davide Guarneri    | Yamaha      | YZ-F 250  |
| 377 | Christophe Pourcel | Kawasaki    | KX-F 250  |

### Classifica finale piloti
| Pos | Pilota             | Moto     | FLA 1 | FLA 2 | ESP 1 | ESP 2 | POR 1 | POR 2 | GER 1 | GER 2 | JPN 1 | JPN 2 | BUL 1 | BUL 2 | ITA 1 | ITA 2 | GBR 1 | GBR 2 | SWE 1 | SWE 2 | RSA 1 | RSA 2 | CZE 1 | CZE 2 | BEL 1 | BEL 2 | NIR 1 | NIR 2 | NED 1 | NED 2 | FRA 1 | FRA 2 | Punti |
| --- | ------------------ | -------- | ----- | ----- | ----- | ----- | ----- | ----- | ----- | ----- | ----- | ----- | ----- | ----- | ----- | ----- | ----- | ----- | ----- | ----- | ----- | ----- | ----- | ----- | ----- | ----- | ----- | ----- | ----- | ----- | ----- | ----- | ----- |
| 1   | Christophe Pourcel | Kawasaki | 7     | 4     | 4     | 7     | 2     | 2     | 1     | 1     | 2     | 5     | 2     | 4     | 4     | 3     | 2     | 12    | 3     | 1     | 10    | 4     | 6     | 2     | 3     | 2     | 3     | 4     | 3     | 1     | 2     | 4     | 581   |
| 2   | Antonio Cairoli    | Yamaha   | 15    | 2     |       | 1     | 1     | 10    | 5     | 7     | 4     | 1     | 1     |       | 2     | 2     | 6     | 1     | 2     | 12    | 3     | 1     | 11    | 1     | 1     | 1     | 2     | 7     | 1     | 3     | 1     | 1     | 563   |
| 3   | David Philippaerts | KTM      | 1     | 13    | 10    | 6     | 6     |       | 13    | 4     | 5     | 17    | 3     | 3     | 1     | 1     | 1     | 2     | 1     | 2     | 1     |       | 2     | 3     | 2     |       | 7     | 3     | 8     |       | 3     | 3     | 480   |
| 4   | Tyla Rattray       | KTM      | 3     | 1     | 5     | 2     | 3     | 1     | 4     | 3     | 6     |       | 5     | 2     | 5     |       | 17    | 15    | 5     |       | 2     | 2     | 1     |       | 17    | 4     | 1     | 1     | 2     | 2     | 7     | 6     | 475   |
| 5   | Marc De Reuver     | KTM      | 4     | 3     | 3     | 5     | 4     | 5     | 2     | 2     | 3     | 2     | 6     | 1     | 9     |       |       | 17    | 4     | 5     |       |       | 9     | 4     | 5     | 13    | 8     | 2     |       |       | 8     | 2     | 408   |
| 6   | Carl Nunn          | KTM      | 8     | 10    | 7     | 12    | 5     | 8     | 12    | 11    | 12    | 6     | 11    | 7     | 14    | 12    | 11    | 9     | 11    | 7     | 5     | 3     | 3     | 5     | 11    | 3     | 13    |       | 9     | 5     | 4     | 5     | 377   |
| 7   | Rui Gonçalves      | KTM      | 13    | 5     |       | 4     | 9     |       | 17    | 9     | 13    | 9     | 19    | 6     | 11    | 6     | 12    | 5     | 9     |       | 12    | 6     | 12    | 14    | 8     | 7     | 4     | 8     | 6     | 4     | 10    | 7     | 325   |
| 8   | Tommy Searle       | Kawasaki | 9     | 11    | 11    |       | 10    | 7     | 11    | 10    | 8     | 7     | 18    | 20    | 15    | 7     | 8     | 3     | 7     | 3     | 6     | 8     | 5     | 7     |       |       | 11    |       | 4     | 7     | 12    | 11    | 315   |
| 9   | Billy Mackenzie    | Yamaha   |       | 9     | 8     | 3     | 7     | 6     | 6     | 5     | 1     | 3     |       | 11    |       | 13    | 3     | 8     |       | 9     | 16    | 11    | 18    | 6     | 7     | 17    | 16    | 9     |       |       | 9     | 12    | 302   |
| 10  | Sébastien Pourcel  | Kawasaki | 5     | 8     | 6     |       |       | 13    |       |       | 10    | 14    | 4     | 5     | 3     | 5     | 10    | 4     |       | 10    | 8     | 7     | 16    | 8     | 4     | 5     | 5     | 5     |       |       | 14    |       | 298   |
| 11  | Gareth Swanepoel   | Kawasaki | 16    |       |       | 11    | 11    | 9     | 9     | 15    | 7     | 4     | 9     | 19    | 6     | 4     | 7     |       | 6     | 4     | 4     | 10    | 7     | 9     |       | 6     | 9     | 6     | 13    |       |       |       | 286   |
| 12  | Alessio Chiodi     | Yamaha   | 6     |       | 2     | 10    | 8     | 3     | 3     |       | 16    | 16    |       |       | 18    | 11    | 13    | 10    | 8     | 13    | 9     | 12    | 4     | 13    |       |       |       |       |       |       | 11    | 13    | 229   |
| 13  | K. Gundersen       | Yamaha   | 3     | 6     | 1     | 19    | 12    |       | 7     | 19    | 9     | 11    |       | 10    | 8     | 17    | 5     | 6     | 10    | 8     |       |       |       | 18    | 18    |       | 6     |       |       |       | 13    |       | 223'  |
| 14  | Manuel Monni       | KTM      | 18    |       | 18    | 16    | 17    | 18    | 16    | 13    | 18    | 13    | 12    | 8     | 12    |       | 15    | 11    |       | 11    | 11    | 5     | 14    | 10    | 9     | 9     | 12    | 14    |       |       |       | 8     | 196   |
| 15  | Aigar Leok         | Yamaha   | 14    | 15    |       |       |       |       | 8     | 14    |       | 8     | 14    |       | 10    |       |       |       | 12    |       |       |       | 19    | 19    | 14    | 8     | 10    | 11    | 5     | 6     | 17    | 14    | 160   |
| 16  | Davide Guarneri    | Yamaha   | 11    | 12    |       | 8     |       | 15    |       | 6     |       | 10    | 8     | 18    | 7     |       | 4     |       |       | 6     | 7     | 9     |       |       |       |       |       |       |       |       |       |       | 153   |
| 17  | Matti Seistola     | Honda    |       | 17    | 12    |       | 13    | 16    | 14    | 18    |       |       | 16    |       | 13    | 9     |       | 13    |       |       |       |       | 10    | 16    | 10    | 12    | 15    | 13    | 11    | 9     | 16    | 17    | 150   |
| Pos | Pilota             | Moto     | FLA 1 | FLA 2 | ESP 1 | ESP 2 | POR 1 | POR 2 | GER 1 | GER 2 | JPN 1 | JPN 2 | BUL 1 | BUL 2 | ITA 1 | ITA 2 | GBR 1 | GBR 2 | SWE 1 | SWE 2 | RSA 1 | RSA 2 | CZE 1 | CZE 2 | BEL 1 | BEL 2 | NIR 1 | NIR 2 | NED 1 | NED 2 | FRA 1 | FRA 2 | Punti |

### Classifica finale costruttori
| Pos. | Costruttore | Punti |
| ---- | ----------- | ----- |
| 1    | KTM         | 682   |
| 2    | Yamaha      | 657   |
| 3    | Kawasaki    | 606   |
| 4    | Honda       | 262   |
| 5    | Suzuki      | 16    |

## MX3

### Calendario
| Prova | Data        | Gran Premio                 | Località             | Vincitore gara 1 | Vincitore gara 2 | Vincitore GP     |
| ----- | ----------- | --------------------------- | -------------------- | ---------------- | ---------------- | ---------------- |
| 1     | 2 aprile    | Gran Premio di Francia      | Castelnau-de-Lévis   | Yves Demaria     | Yves Demaria     | Yves Demaria     |
| 2     | 9 aprile    | Gran Premio di Spagna       | Talavera de la Reina | Yves Demaria     | Enrico Oddenino  | Yves Demaria     |
| 3     | 23 aprile   | Gran Premio d'Italia        | Cingoli              | Cristian Beggi   | Yves Demaria     | Yves Demaria     |
| 4     | 7 maggio    | Gran Premio d'Ungheria      | Nyáregyháza          | Sven Breugelmans | Sven Breugelmans | Sven Breugelmans |
| 5     | 21 maggio   | Gran Premio di Germania     | Reutlingen           | Marc Ristori     | Yves Demaria     | Marc Ristori     |
| 6     | 25 maggio   | Gran Premio dei Paesi Bassi | Rhenen               | Sven Breugelmans | Sven Breugelmans | Sven Breugelmans |
| 7     | 4 giugno    | Gran Premio di Svezia       | Tomelilla            | Yves Demaria     | Yves Demaria     | Yves Demaria     |
| 8     | 11 giugno   | Gran Premio di Croazia      | Mladina              | Sven Breugelmans | Yves Demaria     | Yves Demaria     |
| 9     | 18 giugno   | Gran Premio di Slovenia     | Orehova Vas          | Sven Breugelmans | Yves Demaria     | Yves Demaria     |
| 10    | 2 luglio    | Gran Premio dei Paesi Bassi | Markelo              | Cristian Beggi   | Cristian Beggi   | Cristian Beggi   |
| 11    | 9 luglio    | Gran Premio d'Italia        | Faenza               | Cristian Beggi   | Cristian Beggi   | Cristian Beggi   |
| 12    | 16 luglio   | Gran Premio della Lettonia  | Ķegums               | Cristian Beggi   | Sven Breugelmans | Cristian Beggi   |
| 13    | 30 luglio   | Gran Premio di Bulgaria     | Samokov              | Enrico Oddenino  | Cristian Beggi   | Enrico Oddenino  |
| 14    | 9 settembre | Gran Premio di Svizzera     | Roggenburg           | Marc Ristori     | Marc Ristori     | Marc Ristori     |

### Piloti iscritti
|     | Pilota           | Costruttore | Moto     |
| --- | ---------------- | ----------- | -------- |
| 1   | Sven Breugelmans | KTM         | SX-F 540 |
| 5   | Enrico Oddenino  | Honda       |          |
| 6   | Martin Zerava    | Honda       |          |
| 15  | Cristian Beggi   | Honda       |          |
| 78  | Yves Demaria     | KTM         | SX-F 540 |
| 115 | Marc Ristori     | Honda       |          |

### Classifica finale piloti
| Pos | Pilota           | Moto  | FRA 1 | FRA 2 | ESP 1 | ESP 2 | ITA 1 | ITA 2 | HUN 1 | HUN 2 | GER 1 | GER 2 | NED 1 | NED 2 | SWE 1 | SWE 2 | CRO 1 | CRO 2 | SLO 1 | SLO 2 | NED 1 | NED 2 | ITA 1 | ITA 2 | LAT 1 | LAT 2 | BUL 1 | BUL 2 | SUI 1 | SUI 2 | Punti |
| --- | ---------------- | ----- | ----- | ----- | ----- | ----- | ----- | ----- | ----- | ----- | ----- | ----- | ----- | ----- | ----- | ----- | ----- | ----- | ----- | ----- | ----- | ----- | ----- | ----- | ----- | ----- | ----- | ----- | ----- | ----- | ----- |
| 1   | Yves Demaria     | KTM   | 1     | 1     | 1     | 2     | 3     | 1     | 2     | 4     | 17    | 1     | 2     | 2     | 1     | 1     | 2     | 1     | 3     | 1     | 2     | 6     | 9     | 11    | 3     | 3     | 12    | 5     | 3     | 5     | 560   |
| 2   | Sven Breugelmans | KTM   | 2     | 3     | 2     | 3     | 5     | 5     | 1     | 1     | 11    | 2     | 1     | 1     | 2     | 3     | 1     | 2     | 1     | 3     | 3     |       | 10    | 3     | 7     | 1     | 4     | 8     | 2     | 2     | 547   |
| 3   | Cristian Beggi   | Honda |       |       | 4     | 8     | 1     | 15    | 3     | 2     | 2     | 5     | 3     | 3     | 4     | 2     | 3     |       | 2     | 2     | 1     | 1     | 1     | 1     | 1     | 2     | 19    | 1     | 7     |       | 474   |
| 4   | Marc Ristori     | Honda | 5     | 2     | 5     | 9     | 2     | 2     | 10    | 8     | 1     | 3     | 14    | 10    | 5     | 9     |       | 4     | 4     | 4     | 4     | 2     | 4     | 4     | 15    |       | 2     | 2     | 1     | 1     | 455   |
| 5   | Enrico Oddenino  | Honda | 4     | 7     | 3     | 1     | 4     | 4     | 4     | 3     | 3     | 8     |       |       | 3     |       | 7     | 7     | 5     | 7     | 5     | 4     |       | 6     |       |       | 1     | 3     | 12    | 6     | 380   |
| 6   | Martin Zerava    | Honda |       |       |       |       |       | 10    | 7     | 12    |       | 4     | 5     | 19    | 7     | 8     | 4     | 5     | 7     | 8     | 6     | 3     | 5     | 5     | 4     | 7     |       |       | 4     | 3     | 295   |
| Pos | Pilota           | Moto  | FRA 1 | FRA 2 | ESP 1 | ESP 2 | ITA 1 | ITA 2 | HUN 1 | HUN 2 | GER 1 | GER 2 | NED 1 | NED 2 | SWE 1 | SWE 2 | CRO 1 | CRO 2 | SLO 1 | SLO 2 | NED 1 | NED 2 | ITA 1 | ITA 2 | LAT 1 | LAT 2 | BUL 1 | BUL 2 | SUI 1 | SUI 2 | Punti |

### Classifica finale costruttori
| Pos. | Costruttore | Punti |
| ---- | ----------- | ----- |
| 1    | Honda       | 614   |
| 2    | KTM         | 601   |
| 3    | Yamaha      | 384   |
| 4    | Suzuki      | 288   |
| 5    | Kawasaki    | 30    |
| 6    | Husqvarna   | 6     |
| 7    | TM          | 3     |
| 8    | Gas Gas     | 0     |